# Groß Markow

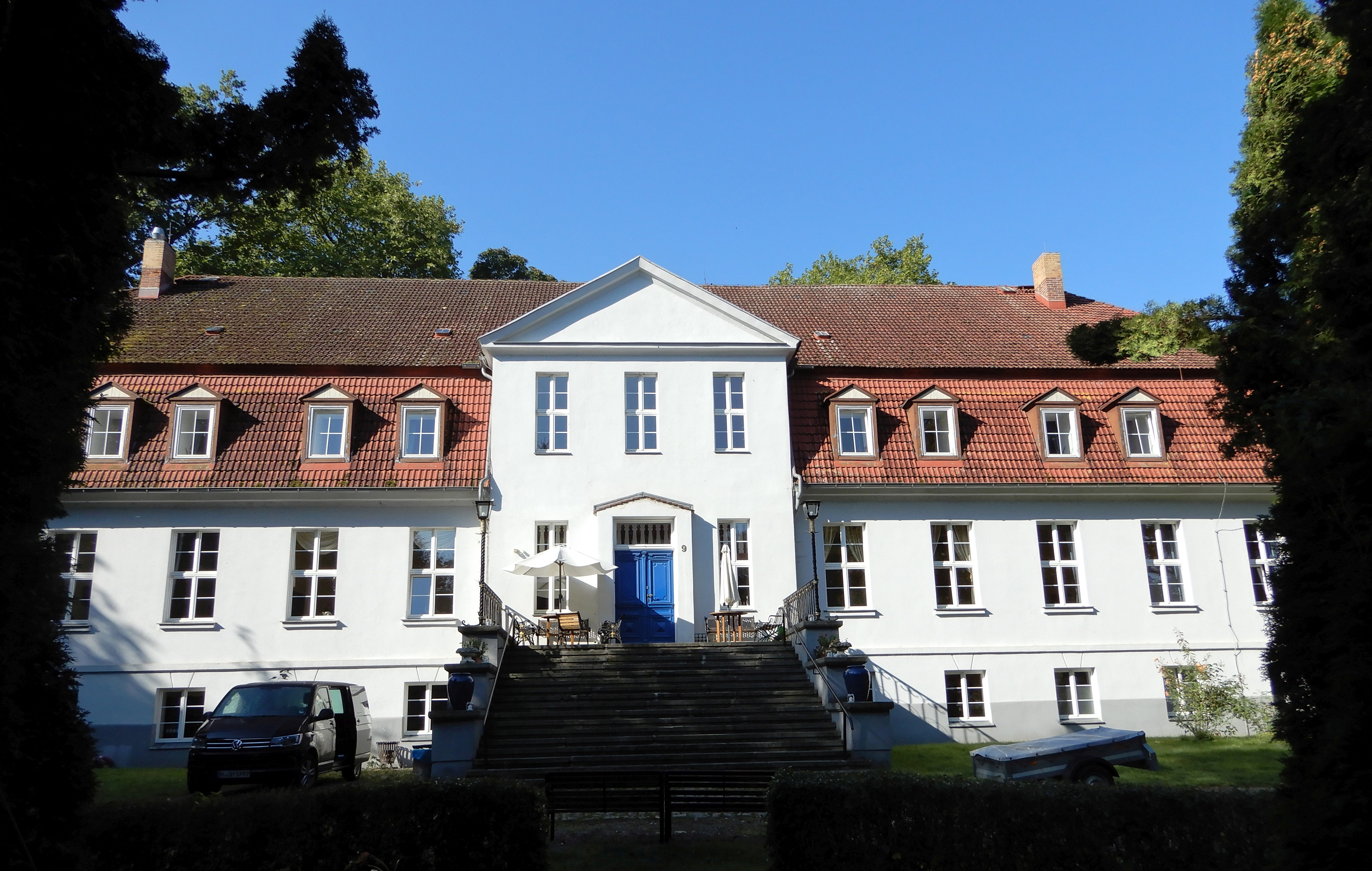
Gutshaus Groß Markow

Groß Markow ist ein Ortsteil der Gemeinde Lelkendorf im Landkreis Rostock in Mecklenburg-Vorpommern.

## Geographische Lage
Groß Markow liegt südwestlich des Gemeindezentrums in der Mecklenburgischen Schweiz. Westlich liegt die Landstadt Neukalen, im Süden Malchin sowie im Südwesten Alt Sührkow. Südlich der Gemarkung fließt die Peene.

## Geschichte
Im August 2021 wurde ein spätkaiserzeitliches Körpergrab entdeckt. Der im Alter von 40 bis 60 Jahren in einem Einzelgrab am Rande einer Siedlung Beerdigte lag mit dem Kopf Richtung Südosten. Einzige Beigabe war ein Bronzebecken. Dieses bestand aus Bronzeblech und stammte aus einer der römischen Provinzen des Nordwestens, wo es zwischen 200 und 280 hergestellt worden war.

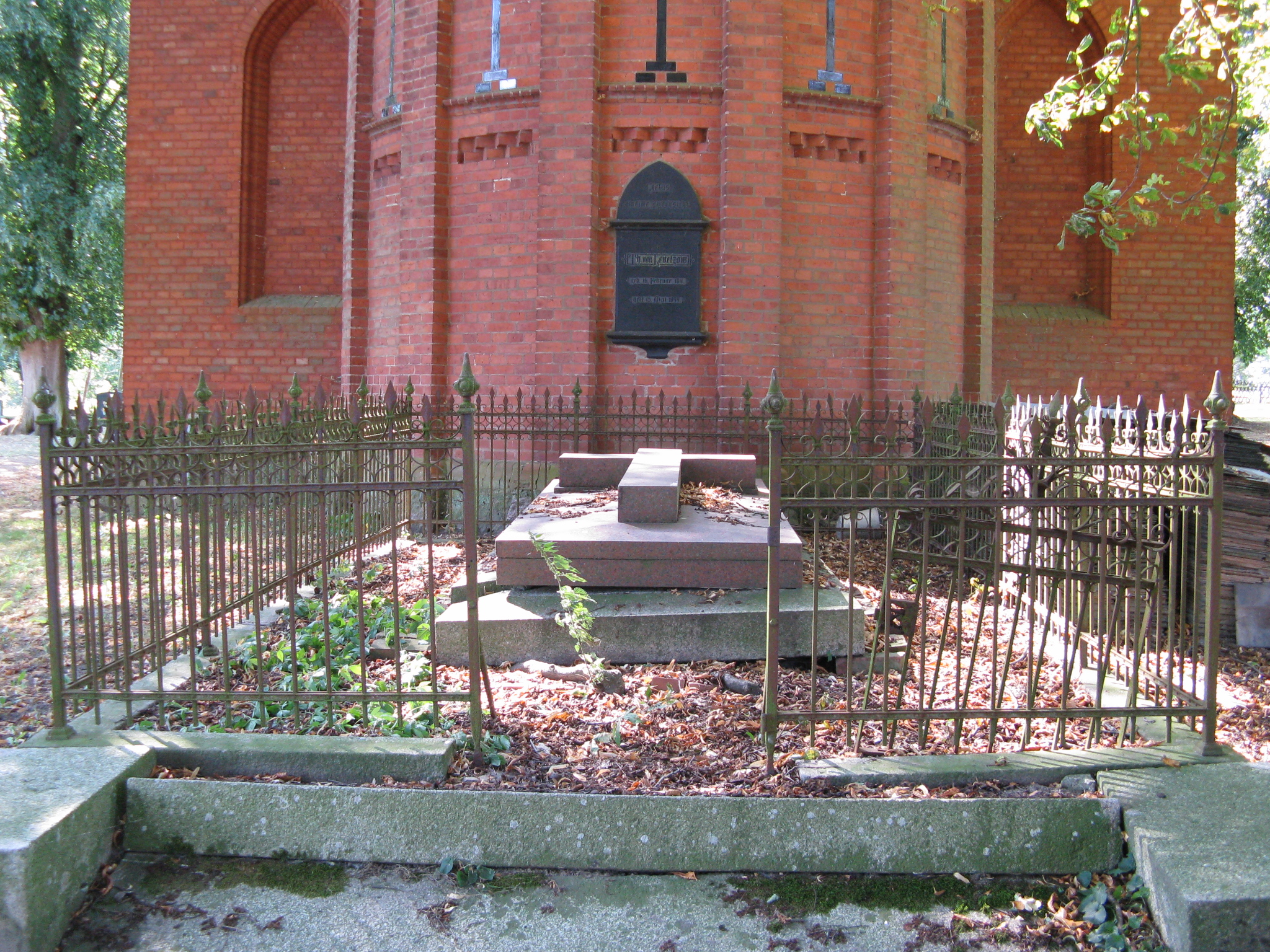
Grab derer von Levetzow

Der Ort wurde 1314 erstmals urkundlich erwähnt. Das nordwestlich gelegene Klein Markow war dabei vermutlich eine slawische, Groß Markow die deutsche Siedlung.
Der Ort war über viele Jahrhunderte im Besitz derer von Levetzow. 1829 bauten sie ein Herrenhaus und ließen einen Park anlegen. Als Herrscher über den Ort besaßen auch das Kirchenpatronat. Auf ihr Geheiß hin errichteten Handwerker 1840 die Kirche Groß Markow. Im Zweiten Weltkrieg wurden die Besitzer enteignet und in dem Herrenhaus zunächst Flüchtlinge untergebracht. Anschließend diente es als Außenstelle eines Krankenhauses in Teterow. Groß Markow wurde mit Wirkung zum 1. Januar 1951 nach Lelkendorf eingemeindet. Von 1965 bis zur Wende diente das Herrenhaus als Pflegeheim und wird seither als Ferienhaus genutzt.

## Kultur und Sehenswürdigkeiten
- Klassizistisches Gutshaus aus dem Jahr 1829
- Neugotische Kirche Groß Markow mit Glasmalereien aus der Glasmalereianstalt Ferdinand Müller sowie einem Engel aus Marmor, der ein Taufbecken hält. Als Vorbild diente der Taufengel von Bertel Thorvaldsen im Dom in Kopenhagen. Östlich der Apsis befindet sich das Familiengrab derer von Levetzow.
- Eine Baumreihe Eichen an der Landstraße nach Alt Sührkow ist als FFH-Gebiet unter Schutz gestellt.[3]

## Wirtschaft und Infrastruktur

### Wirtschaft
Der Ort ist im Wesentlichen von der Landwirtschaft und dem Tourismus geprägt. Neben einer Ökofarm und weiteren landwirtschaftlichen Betrieben dient das Herrenhaus als Unterkunft für Touristen.

### Verkehr
Durch den Ort verläuft von Südwesten kommend in Richtung Nordosten die Teterower Straße, die Alt Sührkow mit Lelkendorf verbindet. Vom Dorfanger aus besteht über den Pohnstorfer Weg nach Süden eine Verbindung nach Pohnstorf; nach Norden in Richtung Klein Markow. Die Linie 246 des Regionalbusses Rostock verbindet den Ort mit Jördenstorf und Teterow.